# Sergei Walerjewitsch Iwanow
Sergei Walerjewitsch Iwanow (russisch Сергей Валерьевич Иванов; * 5. März 1975 in Tscheboksary) ist ein ehemaliger russischer Radrennfahrer.

## Sportliche Karriere
1995 gewann er Vuelta Ciclista a Navarra und die Volta a Tarragona. Sergei Iwanow begann 1996 seine Laufbahn als Radprofi beim russischen Radsportteam Lada - CSKA - Samara und war bis 2011 bei UCI-Teams beschäftigt.
Während seiner Karriere gewann er sechsmal die russische Meisterschaft im Straßenrennen. Sein größter Erfolg war der Sieg beim Amstel Gold Race 2009, den er sich durch eine Attacke am Zielhang aus einer kleinen Spitzengruppe heraus sicherte. Achtmal nahm er an der Tour de France teil, die er viermal beenden konnte. In den Jahren 2001 und 2009 gewann er jeweils eine Etappe der Rundfahrt. Zweimal – 2000 und 2008 – startete Iwanow bei Olympischen Spielen und wurde 35. bzw. 77. im Straßenrennen.
Im Zuge der Dopingermittlungen der Staatsanwaltschaft von Padua geriet er Ende 2014 in den Verdacht, Kunde des umstrittenen Sportmediziners Michele Ferrari gewesen zu sein.

## Palmarès

### Siege
1995
- Gesamtwertung Tour de Hongrie
- Gesamtwertung Vuelta Ciclista a Navarra

1996
- zwei Etappen Tour de l’Avenir

1998
- Russischer Meister

1999
- Russischer Meister

2000
- Prijs Harelbeke
- Russischer Meister

2001
- eine Etappe Tour de Suisse
- eine Etappe Tour de France
- eine Etappe Giro della Liguria

2002
- Trofeo Luis Puig
- eine Etappe Niederlande-Rundfahrt

2005
- Russischer Meister

2008
- Gesamtwertung Tour de Wallonie
- Russischer Meister

2009
- eine Etappe Belgien-Rundfahrt
- Amstel Gold Race
- Russischer Meister
- eine Etappe Tour de France

### Platzierungen bei den Grand Tours
| Grand Tour            | 1998 | 1999 | 2000 | 2001 | 2002 | 2003 | 2004 | 2005 | 2006 | 2007 | 2008 | 2009 | 2010 | 2011 |
| --------------------- | ---- | ---- | ---- | ---- | ---- | ---- | ---- | ---- | ---- | ---- | ---- | ---- | ---- | ---- |
| Giro d’ItaliaGiro     | −    | −    | −    | −    | −    | −    | −    | −    | −    | −    | −    | −    | −    | −    |
| Tour de FranceTour    | DNF  | −    | DNF  | DNF  | 81   | −    | 57   | −    | −    | DNF  | −    | 40   | 109  | −    |
| Vuelta a EspañaVuelta | −    | −    | −    | −    | −    | −    | −    | −    | −    | −    | −    | −    | −    | −    |